# Blur
Blur er et engelsk rock band, stiftet i 1989 under navnet Seymour, men skiftede i 1990 navn til Blur efter krav fra deres pladeselskab Food Records. Bandet består af Damon Albarn (sang, klaver, keyboard), Graham Coxon (guitar, sang), Alex James (bas) og Dave Rowntree (trommer). Coxon forlod gruppen i 2002 for at koncentrere sig som sin solokarriere, men vendte tilbage til gruppen i 2009.
Gruppen var i begyndelsen af 90'erne ét af de første såkaldte britpop-bands, der sammen med Suede, Oasis og Pulp gjorde 60'er-inspireret rockmusik populær igen. Gruppen vendte sig dog væk fra britpoppen ved udgivelsen af Blur (1997) og 13 (1999) og begyndte at spille i en stil nærmere art-rock.
Efter 2003 holdt gruppen en pause, men vendte i 2009 ved en række koncerter i Storbritannien og i april 2010 lagde bandet singlen "Fool's Day" ud til gratis download på bandets hjemmeside. De har efter gendannelsen turneret internationalt og udgivet albummet The Magic Whip (2015), der blev nr. 1 i England. 
Blur har flere gange spillet i Danmark, bl.a. på Roskilde Festival (1992, 1995, 1999, 2003 og 2023) på Loppen på Christiania (1993) i Store VEGA i 2003 (uden Coxon) og i 2012 på Smukfest i Skanderborg.

## Diskografi

### Studiealbum
- Leisure (Food/EMI, 1991)
- Modern Life Is Rubbish (Food/EMI, 1993)
- Parklife (Food, 1994)
- The Great Escape (Food/EMI, 1995)
- Blur (Food/EMI, 1997)
- 13 (Food/EMI, 1999)
- Think Tank (Food/EMI, 2003)
- The Magic Whip (Parlophone, 2015)
- The Ballad of Darren (Parlophone, 2023)

### Opsamlinger
- Blur: Best Of (Food/EMI, 2000)
- Midlife: A Beginner's Guide To Blur (Food/EMI, 2009)
- 21 (Bokssæt) (Food/EMI, 2012)

### Singler
- She's So High (1990)
- There's No Other Way (1991)
- Bang (1991)
- Popscene (1992)
- For Tomorrow (1993)
- Chemical World (1993)
- Sunday Sunday (1993)
- Girls & Boys (1994)
- To The End (1994)
- Parklife (1994)
- End of a Century (1994)
- Country House (1995)
- The Universal (1995)
- Stereotypes (1996)
- Charmless Man (1996)
- Beetlebum (1997)
- Song 2 (1997)
- On Your Own (1997)
- M.O.R. (1997)
- Tender (1999)
- Coffee & TV (1999)
- No Distance Left To Run (1999)
- Music Is My Radar (2000)
- Don't Bomb When You're the Bomb (2002)
- Out of Time (2003)
- Crazy Beat (2003)
- Good Song (2003)
- Fool's Day (2010)
- Under the Westway / The Puritan (2012)
- Go Out (2015)
- There Are Too Many Of Us (2015)
- Lonesome Street (2015)
- Ong Ong (2015)
- I Broadcast (2015)
- The Narcissist (2023)
- St. Charles Square (2023)
- Barbaric (2023)